# Korg OASYS PCI
Korg OASYS PCI - программно-аппаратный комплекс синтеза и обработки звука компании Korg, состоящий из PCI-карты расширения для персональных компьютеров с несколькими DSP-процессорами, набором программных синтезаторов и средой управления.
Из-за большой цены и малой полифонии производство было прекращено в 2001 году. Всего было произведено около 2000 карт.

## Синтезаторы
Доступно несколько синтезаторов, которые можно разделить на категории:
- Ромплер
- Аналоговое моделирование звука
- Физическое моделлирование звука
- Драм-машины
- Частотная модуляция
- Эффекты

Несколько моделей синтезаторов взято из цифрового синтезатора Korg Z1.

## Расширения
Korg выпустила приложение Synth Kit для Mac OS 9 для разработки расширений. Этим воспользовались сторонние разработчики и выпустили коммерческие расширения:
- Harm Visser (модели акустических инструментов)
- Dan Philips (эффекты)
- Orwell Digital (аналоговые синтезаторы и драм-машины)
- Zarg Music (синтезатор Orion)